# Inwazja jaszczurów
Inwazja jaszczurów (cz. Válka s mloky) – satyryczna powieść fantastycznonaukowa Karela Čapka, napisana w 1935 r., a wydana w odcinkach w dzienniku „Lidové noviny” w latach 1935–1936. Autor alegorycznie przestrzegał w niej przed niebezpieczeństwem faszyzmu, przedstawianym jako zagrożenie europejskiej demokracji, a także kpił z kolonializmu, kapitalizmu, komunizmu i mocarstwowej polityki Wielkiej Brytanii, Francji i Trzeciej Rzeszy. Inwazja jaszczurów, która antycypowała II wojnę światową, bywa też zaliczana do antyutopii.

## Opinia autora o książce
Krytyka określiła ją jako powieść utopijną. Bronię się przeciwko temu słowu. To nie utopia – to dzień dzisiejszy. (...) Nic na to nie poradzę, ale literatura, która nie troszczy się o rzeczywistość ani o to, co się naprawdę dzieje ze światem, która nie chce reagować na to z siłą, jaka dana jest słowu i myśli, taka literatura – to nie moja specjalność. (Wypowiedź radiowa pisarza z 29 marca 1936 roku, opublikowana przez Miroslava Halíka w czasopiśmie „Host do domu”, nr 9, 1954 r.).

## Fabuła

### Księga pierwsza:Andrias Scheuchzeri
Tytuł Andrias Scheuchzeri pochodzi od autentycznej skamieniałości ogoniastego płaza, niegdyś uważanej za skamieniałe szczątki człowieka.
Ta część opowiada o pochodzącym z Czech kapitanie van Toch (Vantoch), który w czasie swoich podróży natyka się w okolicach Sumatry na małą wysepkę, zamieszkaną przez inteligentne płazy. Jako że zwierzęta dostarczyły mu pereł, decyduje się powiadomić o swoim odkryciu jakiegoś bogatego przemysłowca, który zainwestuje w jego pomysł. Dowiaduje się, że jego kolega z dzieciństwa, Gustaw H. Bondy, został bogatym człowiekiem, kapitanem przemysłu. Udaje się do niego i, wpuszczony przez woźnego Povondrę, opowiada o swoim odkryciu. Bondy decyduje się pomóc kapitanowi, tworząc Eksportową Spółkę Pacyfiku. Vantoch rozwozi płazy po wyspach Pacyfiku, gdzie pomagają głównie szukać pereł.
Wieść o odkryciu płazów dociera do świata nauki; specjaliści stwierdzają podobieństwo owych istot do Andriasa Scheuchzeri – skamieniałości odkrytej w Niemczech. Jeden egzemplarz trafia do zoo, gdzie dozorca uczy go mówić. Płazy dostrzega przemysł rozrywkowy, są pokazywane w cyrkach. 
Gospodarka odkrywa Płazy jako idealną siłę roboczą; G.H.Bondy przekształca Eksportową Spółkę Pacyfiku w Salamander-Syndicate, którego zadaniem jest m.in. znajdowanie pracy dla płazów (mogących pracować przy budowie tam, mostów, falochronów itp.).  

### Księga druga: Po stopniach cywilizacji
Autor przypomina czytelnikom postać woźnego Povondry; jego pasją stało się zbieranie wycinków z gazet, poświęconych Płazom. Dzięki nim powstała księga druga.
Płazy stają się, za sprawą Salamander-Syndicate, przedmiotem handlu międzynarodowego, jak kiedyś niewolnicy; wprowadza się ich podział w zależności od inteligencji, siły i innych czynników. Stworzenia używane są głównie do budowy nowych lądów (m.in. dzięki nim wyspy Karoliny i Wyspy Marshalla połączono w Nowy Nippon). 
Im bardziej Płazy stają się znane, tym częstsze stają się próby ich uczłowieczenia: zakłada się dla nich szkoły, obiekty sportowe, stwarza się dla nich specjalny język, religię (papież poświęca Płazom encyklikę Mirabilia Dei opera); myśli się także o ich wykorzystaniu jako siły militarnej.

### Księga trzecia: Wojna z Płazami
Gazety zaczynają coraz częściej podawać informacje o starciach ludzi z Płazami (masakra na Wyspach Kokosowych, w Normandii i innych miejscach). Jednocześnie Niemcy zaczynają żądać większej przestrzeni życiowej dla swoich „Płazów szlachetnych” (Andrias Scheuchzeri var nobilis erecta Thüring, występujący rzekomo tylko na Bałtyku); kraje Europy uznają to za pierwsze kroki ku wojnie. 
Wydarzenia te wywołują odzew wśród filozofów: Wolf Meynert w swoim Untergang der Menschheit (Upadku ludzkości) głosi, że Płazy przejmą władzę nad światem dzięki swojej homogeniczności. Angielski anonimowy pamflet X ostrzega wieszczy wojnę Płazów z ludźmi i nawoływa do zerwania z nimi wszystkich stosunków.
Wkrótce dzieje się to, co przepowiedzieli filozofowie: wybucha wojna. Płazy walczą, wysadzając w powietrze rozmaite terytoria i wywołując trzęsienia ziemi. Zanim wiąże się te kataklizmy z Płazami, na falach eteru można usłyszeć żądania Salamender-Chiefa (przywódcy Płazów): ostrzegającego o konieczności wysadzania w powietrze lądów w celu rozszerzenia przestrzeni życiowej jego pobratymców. Przestrzega on ludzi przed podejmowaniem kroków wojennych.
Pierwszym poważnym krokiem jest całkowita blokada gospodarcza Wielkiej Brytanii, skazanej odtąd na dostawy drogą powietrzną. W celu znalezienia kompromisu organizuje się konferencję w Vaduz. Płazy zobowiązują się jedynie do zapłaty za zniszczone lądy.
Książkę kończy rozmowa autora z samym sobą; zastanawia się, jak unieszkodliwić Płazy i zapewnić ludziom zwycięstwo. Ostatecznie sugeruje on wojnę pomiędzy Płazami. 

## Nawiązania i wpływ na innych pisarzy
Inwazja jaszczurów sama stała się również obiektem wielu nawiązań, np. Robert Zubrin przyznał, że zainspirowała jego powieść The Holy Land.
Nawiązania do Čapka pojawiły się także w prozie Stanisława Lema, który chętnie posługiwał się „czapkowską” satyrą, m.in. w Kongresie futurologicznym. Podobnie jak Czech, Lem wykorzystywał literacko formy nieliterackie, jak np. meldunek, sprawozdanie, depeszę prasową, recenzję itd., jak w drugiej części Inwazji.

## Inne nawiązania
Inspirowana powieścią Čapka jest także piosenka Kazika Inwazja waranów, w której powtarza on czapkowskie ostrzeżenie przed samozagładą, a także wspomina o potopie, którym kończy się powieść.